# Герб Докузпаринского района
Герб Докузпаринского райо́на — опознавательно-правовой знак, служащий официальным символом муниципального образования «Докузпаринский район».  Современный герб утвреждён в 2018 году, внесён в Государственный геральдический регистр Российской Федерации под номером 12107.

## Описание герба
Геральдическое описание гласит:

В зелёном поле золотой, с червлёными глазами и языком, орёл без ног и хвоста, сопровождаемый вверху — золотым солнцем без изображения лица, внизу — девятью расположенными в опрокинутый полумесяц уменьшающимися от среднего к краям червлёными, нитевидно окаймленными золотом, вырубными крестами, поверх каждого из которых тонкий с заостренными концами золотой крест, поверх каждого из которых тонкий с заостренными концами червлёный нитевидно окаймленный золотом Андреевский крест.

## Обоснование символики
Солнце является символом жизни и плодородия. Для южных регионов, где преобладает сельскохозяйственная и туристическая отрасли, где народ живет в духовном ладу с окружающим его уникальным природным богатством, солнце играет особую роль.
Орёл, как символ независимости и свободы, мужества и храбрости, гордости и выносливости. Орёл — один из самых почитаемых символов народов Кавказа.
Лезгинская звезда — одна из фигур древнего ремесла лезгинского этноса — ковроткачества. Девять звезд символизируют девять муниципальных образований, входящих в Докузпаринский район, в переводе с тюркского языка (докуз пара — девять сёл).
Скалистые величественные горы, могучие горные реки, знаменитый дагестанский тур и колоски пшеницы (символ плодородия и сельского хозяйства) вынесены за пределы щита в так называемое окружение.

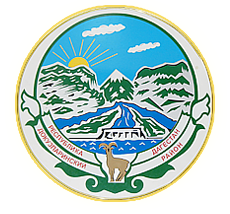
Предыдущий герб района

## История
Первый герб Докузпаринского района принят не позднее 2013 года. Описание: «герб Докузпаринского района представляет собой круглый щит бело-коричневого цвета, в центральной части которого на фоне трёх гор: Ярудаг, Базар-Дюзи, Шалбуздаг — помещено изображение солнца в виде диска, от которого исходят лучи, озаряющие снежные вершины. У подножия гор берут начало каналы: „Микрах-Каракюринский“, „Куруш-Мисхинджинский“. На переднем плане, ниже каналов, виден мост над рекой Усухчай. Нижнюю часть герба обрамляет золотая полоса-лента, в середине которой, на фоне гор, изображён кавказский тур, а под ним — надпись — РД „Докузпаринский район“».
Современный герб утверждён решением Собрания депутатов муниципального района «Докузпаринский район» от 4 декабря 2018 года № 31-6.